# Agylla bioptera
Agylla bioptera är en fjärilsart som beskrevs av Dyar 1914. Agylla bioptera ingår i släktet Agylla och familjen björnspinnare. Inga underarter finns listade i Catalogue of Life.